# Superliga de India 2024-25
La Superliga de India 2024-25 fue la 11.ª edición de la Superliga de India, campeonato profesional de fútbol en la República de la India y la 3.ª como la única máxima categoría después de que la I-League se convirtiera la segunda división. La temporada comenzó el 13 de septiembre de 2024 y terminó el 12 de abril de 2025.

## Sistema de competición
La participación en la ISL contó con la participación de 13 equipos. En la fase regular, los trece equipos se enfrentaron todos contra todos en dos ocasiones —una en campo propio y otra en campo contrario— hasta sumar 26 jornadas y cada equipo jugando 24 partidos. El orden de los encuentros se decidió por sorteo antes de empezar la competición. La clasificación se establece con arreglo a la puntuación obtenida por cada equipo al término del campeonato. Los equipos obtuvieron tres puntos por cada partido ganado, un punto por cada empate y ningún punto por los partidos perdidos. Si al finalizar el campeonato dos equipos igualan a puntos, los mecanismos para desempatar la clasificación son los siguientes:
1. El que tenga una mayor diferencia entre goles a favor y en contra según el resultado de los partidos jugados entre ellos.
2. El que tenga la mayor diferencia de goles a favor teniendo en cuenta todos los obtenidos y recibidos en el transcurso de la competición.
3. El club que haya marcado más goles.

Al término de esta etapa, el mejor equipo de la fase regular se proclamó campeón de liga, un título honorario. Por otro lado, los 2 mejores equipos clasificaron directamente a los play-offs, mientras del 3.° a 6.° disputaron la Reclasificación. Los play-offs se jugaron a doble partido, mientras que la reclasificación a partido único. Al finalizar esta ronda el ganador fue proclamado campeón del ISL Shield.

## Información de los equipos
Se mantuvo la política de expansión de equipos en esta liga con el ingreso del Mohammedan SC Calcuta, que se convirtió en el equipo número 13 de la Super Liga.
| Club              | Entrenador            | Ciudad                      | Estadio                            | Capacidad |
| ----------------- | --------------------- | --------------------------- | ---------------------------------- | --------- |
| Bengaluru F. C.   | Gerard Zaragoza       | Bangalore, Karnataka        | Sree Kanteerava                    | 25 810    |
| Chennaiyin F. C.  | Owen Coyle            | Chennai, Tamil Nadu         | Marina Arena                       | 40 000    |
| S. C. East Bengal | Óscar Bruzón          | Calcuta, Bengala Occidental | Vivekananda Yuba Bharati Krirangan | 68 000    |
| F. C. Goa         | Manolo Márquez        | Margao, Goa                 | Fatorda                            | 19 000    |
| Hyderabad F. C.   | Shameel Chembakath    | Hyderabad, Telangana        | GMC Balayogi Athletic Stadium      | 30 000    |
| Jamshedpur F. C.  | Khalid Jamil          | Jamshedpur, Jharkhand       | JRD Tata Sports                    | 24 424    |
| Kerala Blasters   | T. G. Purushothaman   | Cochín, Kerala              | Jawaharlal Nehru (Kochi)           | 41 000    |
| Mohammedan S. C.  | Mehrajuddin Wadoo     | Calcuta, Bengala Occidental | Kishore Bharati Krirangan          | 12 000    |
| Mohun Bagan S. G. | José Francisco Molina | Calcuta, Bengala Occidental | Vivekananda Yuba Bharati Krirangan | 68 000    |
| Mumbai City       | Petr Krátký           | Bombay, Maharastra          | Mumbai Football Arena              | 7 600     |
| NorthEast United  | Juan Pedro Benali     | Guwahati, Assam             | Indira Gandhi                      | 24 627    |
| Odisha F. C.      | Sergio Lobera         | Bhubaneshwar, Odisha        | Estadio Kalinga                    | 12 000    |
| Punjab F. C.      | Panagiotis Dilberis   | Mohali, Punyab              | Jawaharlal Nehru (Delhi)           | 60 254    |

## Temporada regular

### Clasificación
| Pos. | Equipo             | Pts. | PJ | G  | E | P  | GF | GC | Dif. | Clasificación 2024-25                                  |
| ---- | ------------------ | ---- | -- | -- | - | -- | -- | -- | ---- | ------------------------------------------------------ |
| 1    | Mohun Bagan SG (C) | 56   | 24 | 17 | 5 | 2  | 47 | 16 | +31  | Semifinales y fase de grupos de la Liga de Campeones 2 |
| 2    | Goa                | 48   | 24 | 14 | 6 | 4  | 43 | 27 | +16  | Semifinales y Play-off de la Liga de Campeones 2       |
| 3    | Bengaluru          | 38   | 24 | 11 | 5 | 8  | 40 | 31 | +9   | Reclasificación                                        |
| 4    | NorthEast United   | 38   | 24 | 10 | 8 | 6  | 46 | 29 | +17  | Reclasificación                                        |
| 5    | Jamshedpur         | 38   | 24 | 12 | 2 | 10 | 37 | 43 | −6   | Reclasificación                                        |
| 6    | Mumbai City        | 36   | 24 | 9  | 9 | 6  | 29 | 28 | +1   | Reclasificación                                        |
| 7    | Odisha             | 33   | 24 | 8  | 9 | 7  | 44 | 37 | +7   |                                                        |
| 8    | Kerala Blasters    | 29   | 24 | 8  | 5 | 11 | 33 | 37 | −4   |                                                        |
| 9    | East Bengal        | 28   | 24 | 8  | 4 | 12 | 27 | 33 | −6   |                                                        |
| 10   | Punjab             | 28   | 24 | 8  | 4 | 12 | 34 | 38 | −4   |                                                        |
| 11   | Chennaiyin         | 27   | 24 | 7  | 6 | 11 | 34 | 39 | −5   |                                                        |
| 12   | Hyderabad          | 18   | 24 | 4  | 6 | 14 | 22 | 47 | −25  |                                                        |
| 13   | Mohammedan         | 13   | 24 | 2  | 7 | 15 | 12 | 43 | −31  |                                                        |

Actualizado a los partidos jugados el 12 de marzo de 2025.
 Fuente: Indian Super League Table
Notas:
1. ↑  Campeón de la Super Copa India 2025

### Resultados
| Local \ Visitante | BEN | CHE | EAS | GOA | HYD | JAM | KEL | MOM | MOB | MUM | NEU | ODI | PUN |
| ----------------- | --- | --- | --- | --- | --- | --- | --- | --- | --- | --- | --- | --- | --- |
| Bengaluru         | —   | 1–0 | 1–0 | 2–2 | 3–0 | 3–0 | 4–2 | 0–1 | 3–0 | 0–2 | 2–2 | 2–3 | 1–0 |
| Chennaiyin        | 2–4 | —   | 0–2 | 2–2 | 1–0 | 5–2 | 1–3 | 0–1 | 0–0 | 1–1 | 0–3 | 2–2 | 2–1 |
| East Bengal       | 1–1 | 0–3 | —   | 2–3 | 2–0 | 1–0 | 2–1 | 0–0 | 0–2 | 2–3 | 1–0 | 1–2 | 4–2 |
| Goa               | 3–0 | 2–0 | 1–0 | —   | 1–1 | 1–2 | 2–0 | 2–0 | 2–1 | 1–2 | 3–3 | 2–1 | 2–1 |
| Hyderabad         | 1–1 | 0–0 | 1–1 | 0–2 | —   | 3–2 | 1–1 | 3–1 | 0–2 | 0–0 | 2–5 | 0–6 | 1–3 |
| Jamshedpur        | 2–1 | 1–5 | 2–0 | 3–1 | 2–1 | —   | 1–0 | 3–1 | 1–1 | 3–2 | 0–2 | 2–3 | 2–1 |
| Kerala Blasters   | 1–3 | 3–0 | 2–1 | 0–1 | 1–2 | 1–1 | —   | 3–0 | 0–3 | 1–0 | 0–0 | 3–2 | 1–2 |
| Mohammedan        | 1–2 | 2–2 | 1–3 | 1–1 | 0–4 | 0–2 | 1–2 | —   | 0–4 | 0–1 | 0–1 | 0–0 | 2–2 |
| Mohun Bagan SG    | 1–0 | 1–0 | 1–0 | 2–0 | 3–0 | 3–0 | 3–2 | 3–0 | —   | 2–2 | 3–2 | 1–0 | 3–0 |
| Mumbai City       | 0–0 | 1–0 | 0–0 | 1–3 | 1–0 | 0–3 | 4–2 | 3–0 | 2–2 | —   | 0–3 | 1–1 | 0–3 |
| NorthEast United  | 0–2 | 2–3 | 4–0 | 1–1 | 4–1 | 5–0 | 1–1 | 0–0 | 0–2 | 0–2 | —   | 3–2 | 1–1 |
| Odisha            | 4–2 | 2–3 | 2–1 | 2–4 | 3–1 | 2–1 | 2–2 | 0–0 | 1–1 | 0–0 | 2–2 | —   | 1–1 |
| Punjab            | 3–2 | 3–2 | 1–3 | 0–1 | 2–0 | 1–2 | 0–1 | 2–0 | 1–3 | 1–1 | 1–2 | 2–1 | —   |

## Fase final
- Los horarios corresponden al huso horario de India (UTC+05:30).

### Cuadro de desarrollo
|  | Primera ronda | Primera ronda    | Primera ronda  |            |   | Semifinales | Semifinales | Semifinales | Semifinales | Semifinales |  |                | Final          | Final | Final |  |
|  |               |                  |                |            |   |             |             |             |             |             |  |                |                |       |       |  |
|  |               |                  |                |            |   |             |             |             |             |             |  |                |                |       |       |  |
|  |               |                  |                |            |   |             |             |             |             |             |  |                |                |       |       |  |
|  |               |                  |                |            |   |             |             |             |             |             |  |                |                |       |       |  |
|  |               |                  |                |            |   |             |             |             |             |             |  |                |                |       |       |  |
|  |               | 1                | Mohun Bagan SG | 1          | 2 | 3           |             |             |             |             |  |                |                |       |       |  |
|  |               |                  |                | 1          | 2 | 3           |             |             |             |             |  |                |                |       |       |  |
|  |               |                  | 5              | Jamshedpur | 2 | 0           | 2           |             |             |             |  |                |                |       |       |  |
|  | 4             | NorthEast United | 5              | Jamshedpur | 2 | 0           | 2           | 0           |             |             |  |                |                |       |       |  |
|  | 4             | NorthEast United |                |            |   |             |             |             |             |             |  |                |                |       |       |  |
|  | 5             | Jamshedpur       | 2              |            |   |             |             |             |             |             |  |                |                |       |       |  |
|  | 5             | Jamshedpur       | 2              |            |   |             |             |             |             |             |  | Mohun Bagan SG | Mohun Bagan SG | 2     |       |  |
|  |               |                  |                |            |   |             |             |             |             |             |  | Mohun Bagan SG | Mohun Bagan SG | 2     |       |  |
|  |               |                  | Bengaluru      | Bengaluru  | 1 |             |             |             |             |             |  |                |                |       |       |  |
|  |               |                  | Bengaluru      | Bengaluru  | 1 |             |             |             |             |             |  |                |                |       |       |  |
|  |               |                  |                |            |   |             |             |             |             |             |  |                |                |       |       |  |
|  |               |                  |                |            |   |             |             |             |             |             |  |                |                |       |       |  |
|  |               | 2                | Goa            | 0          | 2 | 2           |             |             |             |             |  |                |                |       |       |  |
|  |               |                  |                | 0          | 2 | 2           |             |             |             |             |  |                |                |       |       |  |
|  |               |                  | 3              | Bengaluru  | 2 | 1           | 3           |             |             |             |  |                |                |       |       |  |
|  | 3             | Bengaluru        | 3              | Bengaluru  | 2 | 1           | 3           | 5           |             |             |  |                |                |       |       |  |
|  | 3             | Bengaluru        |                |            |   |             |             |             |             |             |  |                |                |       |       |  |
|  | 6             | Mumbai City      | 0              |            |   |             |             |             |             |             |  |                |                |       |       |  |
|  | 6             | Mumbai City      | 0              |            |   |             |             |             |             |             |  |                |                |       |       |  |
|  |               |                  |                |            |   |             |             |             |             |             |  |                |                |       |       |  |

#### Primera ronda
| 29 de marzo de 2025 | NorthEast United | 0:2 (0:1) | Jamshedpur                       | Estadio Atlético Indira Gandhi, Guwahati                     |                                                              |
| 19:30               |                  | Reporte   | Eze 29' · Hernández 90+10' (pen) | Asistencia: 14 849 espectadores Árbitro(s): Senthil Nathan S | Asistencia: 14 849 espectadores Árbitro(s): Senthil Nathan S |

| 30 de marzo de 2025 | Bengaluru                                                            | 5:0 (2:0) | Mumbai City | Estadio Sree Kanteerava, Bangalore                       |                                                          |
| 19:30               | Suresh 9' · Méndez 42' (pen) · Williams 62' · Chhetri 76' · Díaz 83' | Reporte   |             | Asistencia: 16 123 espectadores Árbitro(s): Harish Kundu | Asistencia: 16 123 espectadores Árbitro(s): Harish Kundu |

#### Semifinales
| 3 de abril de 2025 | Jamshedpur                    | 2:1 (1:1) | Mohun Bagan SG | JRD Tata Sports Complex, Jamshedpur                            |                                                                |
| 19:30              | Siverio 24' · Hernández 90+1' | Reporte   | Cummings 37'   | Asistencia: 20 968 espectadores Árbitro(s): Aditya Purkayastha | Asistencia: 20 968 espectadores Árbitro(s): Aditya Purkayastha |

| 7 de abril de 2025 | Mohun Bagan SG                   | 2:0 (0:0) (Global 3:2) | Jamshedpur | Vivekananda Yuba Bharati Krirangan, Calcuta                           |                                                                       |
| 19:30              | Cummings 51' (pen) · Apuia 90+4' | Reporte                |            | Asistencia: 58 123 espectadores Árbitro(s): Tejas Visvasrao Nagvenkar | Asistencia: 58 123 espectadores Árbitro(s): Tejas Visvasrao Nagvenkar |

| 2 de abril de 2025 | Bengaluru                | 2:0 (1:0) | Goa | Estadio Sree Kanteerava, Bangalore                 |                                                    |
| 19:30              | Jhingan 42' · Méndez 51' | Reporte   |     | Asistencia: 19 443 espectadores Árbitro(s): Ashwin | Asistencia: 19 443 espectadores Árbitro(s): Ashwin |

| 6 de abril de 2025 | Goa                    | 2:1 (0:0) (Global 2:3) | Bengaluru     | Estadio Fatorda, Margao                                      |                                                              |
| 19:30              | Borja 49' · Sadiku 88' | Reporte                | Chhetri 90+2' | Asistencia: 16 875 espectadores Árbitro(s): Senthil Nathan S | Asistencia: 16 875 espectadores Árbitro(s): Senthil Nathan S |

#### Final
| 12 de abril de 2025 | Mohun Bagan SG              | 2:1 (0:0, 1:0) (t. s.) | Bengaluru     | Vivekananda Yuba Bharati Krirangan, Calcuta                  |                                                              |
| 19:30               | Cummings 72' · Maclaren 96' | Reporte                | Rodríguez 49' | Asistencia: 59 112 espectadores Árbitro(s): Senthil Nathan S | Asistencia: 59 112 espectadores Árbitro(s): Senthil Nathan S |

|                                   |
| Bandera de la India               |
| Campeón Mohun Bagan SG 2.º título |

## Máximos goleadores
- Actualizado al 12 de marzo de 2025.
| Rank | Jugador            | Club             | Goles |
| ---- | ------------------ | ---------------- | ----- |
| 1    | Alaaeddine Ajaraie | NorthEast United | 23    |
| 2    | Sunil Chhetri      | Bengaluru        | 12    |
| 3    | Jesús Jiménez      | Kerala Blasters  | 11    |
| 3    | Jamie Maclaren     | Mohun Bagan SG   | 11    |
| 5    | Wilmar Jordán      | Chennaiyin       | 10    |
| 5    | Nikos Karelis      | Mumbai City      | 10    |
| 5    | Luka Majcen        | Punjab           | 10    |
| 8    | Armando Sadiku     | Goa              | 9     |
| 8    | Diego Maurício     | Odisha           | 9     |
| 10   | Brison Fernandes   | Goa              | 7     |
| 10   | Iker Guarrotxena   | Goa              | 7     |
| 10   | Noah Sadaoui       | Kerala Blasters  | 7     |
| 10   | Édgar Méndez       | Bengaluru        | 7     |
| 10   | Javi Hernández     | Jamshedpur       | 7     |
| 10   | Ezequiel Vidal     | Punjab           | 7     |